# 林如琦
林如琦（1975年1月1日—），藝名GiGi，台灣知名主持人。2009年12月任職於艾迪昇傳播至今，丈夫為史丹利。現為HitFM聯播網 Hit 週末! 節目主持人。

## 節目

### 主持
| 頻道         | 節目名稱     | 備註     |
| ------------ | ------------ | -------- |
| 中天         | 大風行       | 外景主持 |
| MTV          | PARTY ZONE   | VJ       |
| 華視         | 青春樂       | 主持     |
| TVBS-G       | LA MODE NEWS |          |
| 緯來綜合台   | J-MODE獨賣店 |          |
| hit FM聯播網 | Hit 週末!    | 廣播節目 |

## 影視作品

### 電視劇
- 中視 2003年《粉紅教父小甜甜》 飾演 林如淇
- 衛視 2004年《魔界》
- 緯來 2006年《Q狼特勤組》
- 華視 2008年《歡喜來逗陣》 飾演 曼婷
- 華視 2010年《帶子英雄》 飾演 吳亞卉
- 民視 2013年《廉政英雄》 飾演 徐甯

### 電影
| 年度   | 名稱         | 角色       |
| ------ | ------------ | ---------- |
| 2004年 | 《終極西門》 | Gigi       |
| 2005年 | 《愛與勇氣》 | 李玉婷     |
| 2011年 | 《雞排英雄》 | 女主播     |
| 2017年 | 《吃吃的愛》 | 廣告面試官 |

## MV
《寂寞轟炸》- 張克帆

### 節目通告
- 綜藝玩很大 (中國電視公司.三立都會台)
- 飢餓遊戲 (中國電視公司)
- 天天樂財神 (中天娛樂台)
- WTO姐妹會 (八大綜合台)

## 外部連結
- Gigi Lin 林如琦的Facebook專頁
- GiGi林如琦的新浪微博
- 林如琦在香港影庫上的簡介
- 林如琦- 百度百科介紹